# Twenty Mule Team
Pour plus de détails, voir Fiche technique et Distribution.
Twenty Mule Team (parfois orthographié 20 Mule Team) est un film américain en noir et blanc réalisé par Richard Thorpe, sorti en 1940.

## Synopsis
Dans les années 1890, des chariots tirés par 20 mules transportent du borax dans l'enfer de la Vallée de la Mort. Mais les gisements s'épuisent et la Desert Borax Company est proche de la banqueroute et ne peut plus payer Skinner Bill Bragg et les autres conducteurs d'attelage. Comme il ne peut plus payer son loyer, Bill se voit refuser l'accès de sa chambre au saloon de Furnace Flat par la propriétaire, Josie Johnson. Jean, la jeune et jolie fille de Josie, s'ennuie à Furnace Flat et voudrait vivre à la ville, sans tenir compte du fait qu'elle est courtisée par Mitch, un des employés de la compagnie. Josie croit le moment venu lorsqu'arrive à Furnace Flat Stag Roper, qui persuade le président de la banque locale d'émettre de nouvelles actions de la compagnie dans l'espoir de découvrir une nouvelle veine de minerai. Lorsque Stag découvre que Bill a trouvé un sac plein de cristaux de borax près du corps déshydraté de Chuckwalla, un prospecteur qui est mort dans le désert, il le fait chanter, en menaçant de révéler qu'il est recherché pour meurtre sous le nom d'Ambrose Murphy. Bill accepte alors de partir le lendemain chercher la mine de Chuckwalla avec son éclaireur Piute Pete, mais ils y sont accueillis par des coups de feu tirés par Mitch, qui était associé au prospecteur. Mitch est blessé et Bill retourne en ville prévenir Stag de sa résistance. Pendant ce temps, Josie a découvert que Jean est sur le point de partir avec Stag et, après l'avoir enfermée dans sa chambre, elle ordonne à Stag de quitter la ville en le menaçant d'une arme. Mais il tire sur elle et part avec son associé Salters prendre possession de la mine de Mitch. Bill se sent responsable de ce qui est arrivé à Josie et part avec Pete à la poursuite de Stag dans le désert, où il trouve Mitch inconscient, laissé pour mort par Stag. Après des échanges de tir au cours desquels Pete et les chevaux sont tués, Bill abat Stag puis renvoie Mitch en ville sur sa propre mule, alors qu'il reste en arrière. Plus tard, Mitch est nommé vice-président de la compagnie et part à Los Angeles avec sa jeune épouse Josie, tandis que Bill apprend qu'il est amnistié depuis 8 ans.

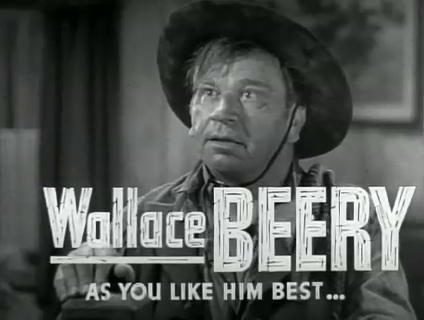
Wallace Beery

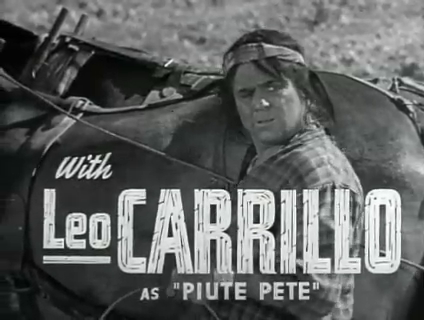
Leo Carrillo

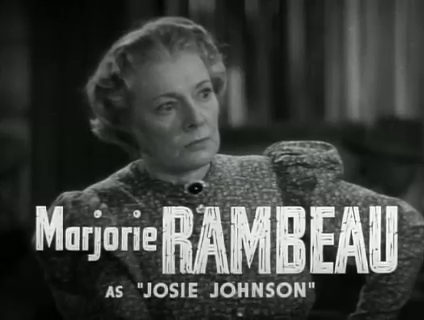
Marjorie Rambeau

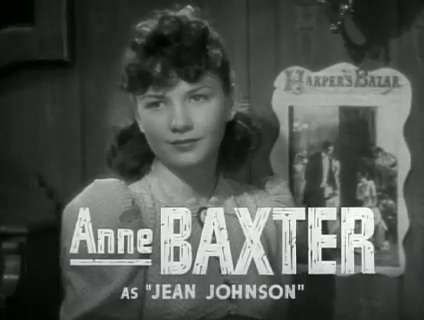
Anne Baxter

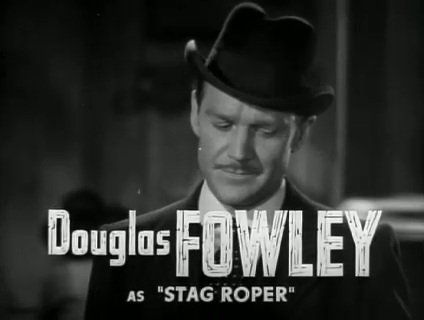
Douglas Fowley

## Fiche technique
- Titre original : Twenty Mule Team
- Réalisation : Richard Thorpe
- Scénario : Cyril Hume, Edward E. Paramore Jr. (en), Richard Maibaum
- Direction artistique : Cedric Gibbons, Malcolm Brown
- Décors : Edwin B. Willis
- Costumes : Dolly Tree, Gile Steele
- Photographie : Clyde De Vinna
- Son : Douglas Shearer
- Montage : Frank Sullivan
- Musique : David Snell
- Production : J. Walter Ruben
- Société de production : Metro-Goldwyn-Mayer
- Société de distribution : Loew's Inc.
- Pays d'origine :  États-Unis
- Langue originale : anglais
- Format : noir et blanc — 35 mm — 1,37:1 — son Mono (Western Electric Sound System)
- Genre : Western
- Durée : 84 min
- Date de sortie :
  - États-Unis : 3 mai 1940

## Distribution
- Wallace Beery : Skinner Bill Bragg
- Leo Carrillo : Piute Pete
- Marjorie Rambeau : Josie Johnson
- Anne Baxter : Jean Johnson
- Douglas Fowley : Stag Roper
- Noah Beery Jr. : Mitch
- Berton Churchill : Jackass Brown
- Arthur Hohl : Salters
- Clem Bevans : Chuckwalla
- Charles Halton : Adams
- Minor Watson : le shérif
- Oscar O'Shea : un conducteur
- Lloyd Ingraham : un actionnaire

## Autour du film
- C'est le premier film d'Anne Baxter.